# 東京スクールオブミュージック専門学校渋谷

東京スクールオブミュージック専門学校渋谷第二校舎

東京スクールオブミュージック専門学校渋谷（とうきょうスクールオブミュージックせんもんがっこうしぶや、英称：Tokyo School of Music Shibuya）は、東京都渋谷区渋谷にある学校法人滋慶学園が運営する音楽、エンターテインメントの専門学校。通称「TSM渋谷」「TSS」。
プロミュージシャンの他にレコーディングエンジニア、作曲家、コンサートスタッフ、プロスタッフ、ダンサー、アクターを多く輩出している。

## 概要
ミュージシャン・作曲家・レコーディングエンジニア・音楽関係者・俳優・声優・ダンサーを養成する事を目的にし、音楽・音響・パフォーマンス・ステージ技術などについて実践的に学ぶ専門学校である。
DEENの元メンバーである宇津本直紀は、2017年4月からTSM渋谷で作詞作曲の授業を担当しているが、この年に入学した30人弱の生徒のうち、3分の2が中国、韓国からの外国人留学生だった。

## 沿革
音楽、エンターテインメント業界に即戦力を養成することを目的に設立した。
2002年4月　「東京スクールオブミュージック専門学校渋谷」開校。パフォーミングアーツ科(2年制)、音楽テクノロジー科(2年制)が開校。
2003年4月　第2校舎を増築。
2004年4月　音楽テクノロジー科(3年制)を設置。
2020年4月　スーパーeエンターテイメント科(4年制)、研究科(1年制)を設置。

## 学科(専攻)
■スーパーｅエンターテイメント科(4年制)
- VTuberエンターテイメント本科／動画配信&テクノロジー本科／スーパーマルチアーティスト本科／ネットアーティスト＆クリエーター本科／クリスジャーガンセンのプロミュージシャン本科／プロミュージシャン&テクノロジー本科／NYコレクティブ音楽留学本科／AI作曲本科／コンサートプロデューサー本科

■音楽テクノロジー科(3年制)
- アーティスト＆プロデューサー／ヴォーカルアーティスト／シンガーソングライター／ネットシンガー／K-POPアーティスト／作曲＆アレンジャー／DJ＆トラックメーカー／レコーディング＆MAエンジニア／マネージャー／K-POPアーティストマネージャー／舞台制作＆ステージ演出

■音楽テクノロジー科(2年制)
- PAエンジニア／照明スタッフ／コンサート企画制作

■パフォーミングアーツ科(2年制)
- ヴォーカリスト／バークリー音楽留学

専門学校としては珍しく、3年制・4年制が設置されている。
2025年度募集の専攻一覧。毎年名前の変更がある模様。

## 出身者
- 河原嶺旭（作曲家）
- 渡辺翔（作曲家）
- 岡村洋佑（作曲家）
- 田邊駿一（ミュージシャン、BLUE ENCOUNT）
- 江口雄也（ミュージシャン、BLUE ENCOUNT）
- 辻村勇太（ミュージシャン、BLUE ENCOUNT）
- 高村佳秀（ドラマー、BLUE ENCOUNT）
- コヤマヒデカズ（ミュージシャン、CIVILIAN）
- 純市（ミュージシャン、CIVILIAN）
- 有田清幸（ミュージシャン、CIVILIAN）
- Tani Yuuki（シンガーソングライター）
- 和田マリア（ダンサー）
- 酒井俊光（ギタリスト、作曲家、編曲家）
- 白石麻衣（乃木坂46）

## 所在地等
- 〒150-0002 東京都渋谷区渋谷2-19-21

最寄駅は渋谷駅である。

## その他
- 東京スクールオブミュージック専門学校（西葛西校）/TSMは、姉妹校であり、担当スタッフが異なる。ただし、東京ダンス・俳優＆舞台芸術専門学校 は、同じ校舎内に存在しており、2つの校名を看板にあげている。
- 校舎は3つあり、宮益坂にある第一校舎（プロミュージシャン系）、第二校舎（音楽テクノロジー系）、明治道り沿いに位置する総合校舎（ダンス&アクターズ系）がある。
- 校舎は立地上、多くのPV/MV・ドラマ・バラエティ・雑誌等の撮影場所として使用されている。
- 副校長にはプリンセス プリンセスメンバーの渡辺敦子、サザンオールスターズのレコーディングエンジニアの池村雅彦、ブルース・ギタリストでニューオーリンズ州の名誉市民でもあるクリス・ジャーガンセンらがいる。